# Plectogaster pectinicornis
Plectogaster pectinicornis är en skalbaggsart som först beskrevs av Bates 1881.  Plectogaster pectinicornis ingår i släktet Plectogaster och familjen långhorningar.
Artens utbredningsområde är Angola. Inga underarter finns listade i Catalogue of Life.